# Landwirtschaftliche Rentenbank
Koordinaten: 50° 7′ 1,5″ N, 8° 40′ 43,3″ O

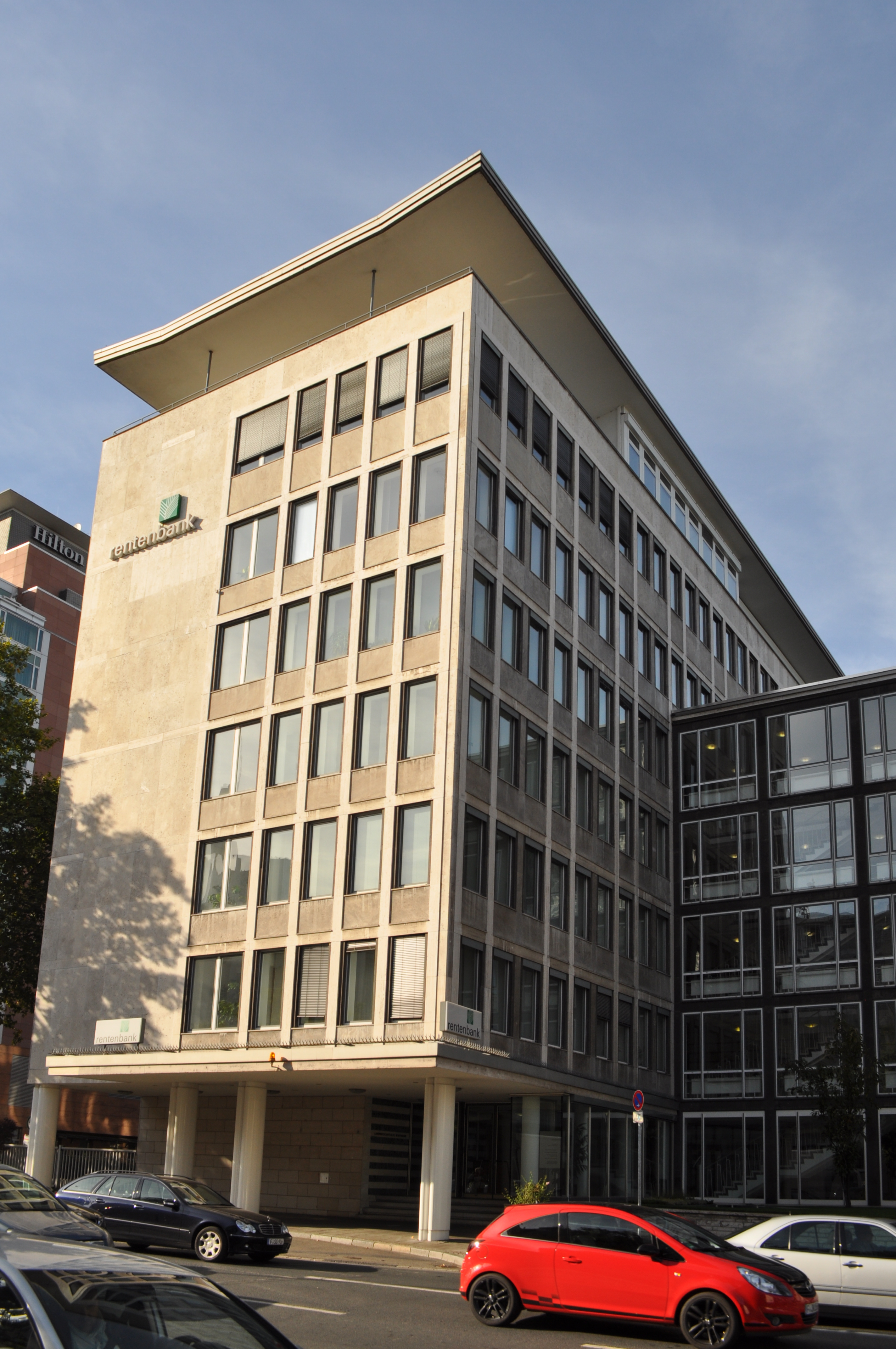
Sitz der Rentenbank in Frankfurt

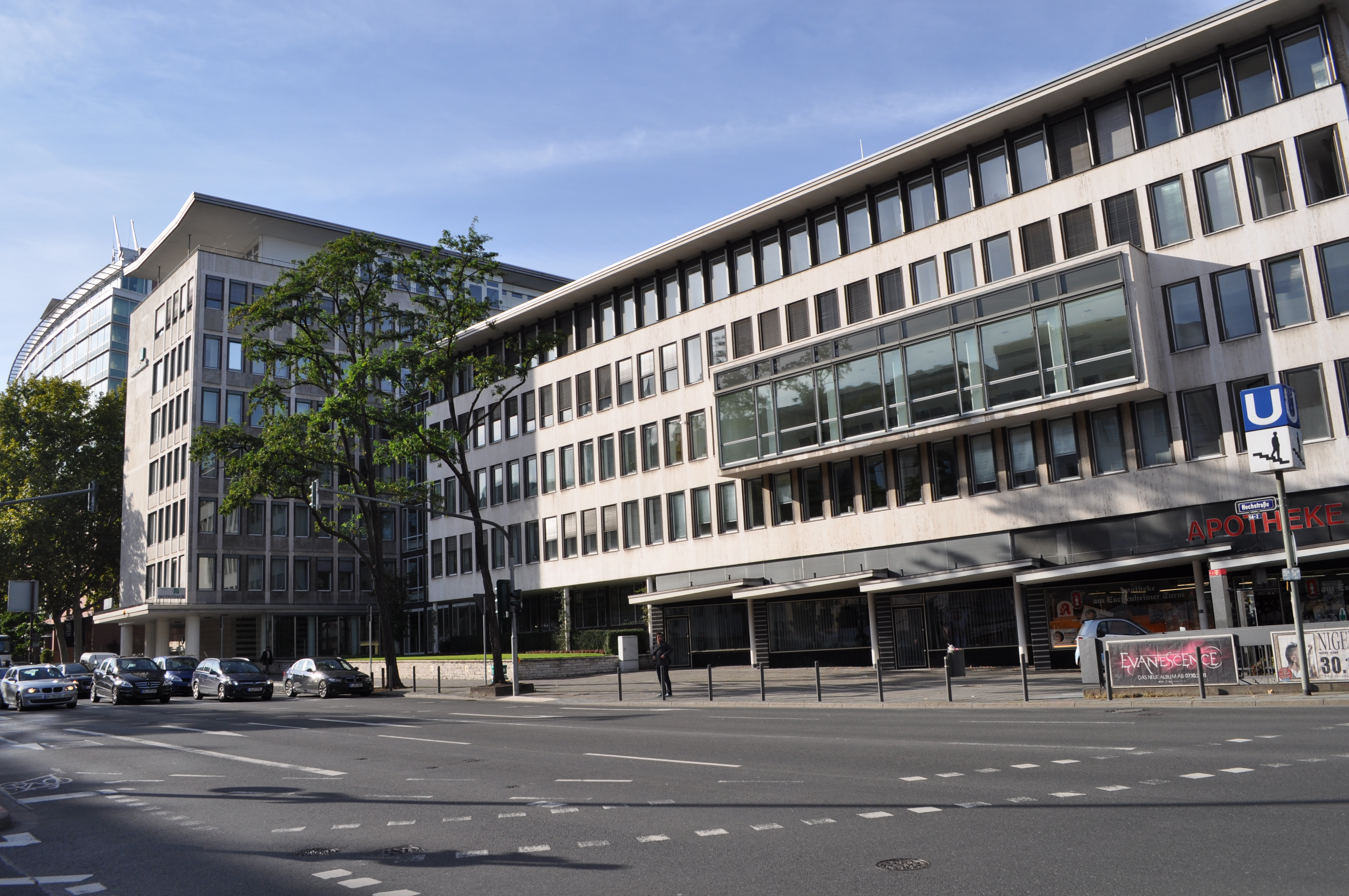
Sitz der Rentenbank in Frankfurt

Die Landwirtschaftliche Rentenbank (kurz: Rentenbank) mit Sitz in Frankfurt am Main ist die deutsche Förderbank für die Agrarwirtschaft und den ländlichen Raum.

## Allgemeines
Die Rentenbank fördert überwiegend durch Darlehen vielfältige Investitionen in der Landwirtschaft, in den vor- und nachgelagerten Bereichen und im ländlichen Raum. Die Refinanzierung erfolgt an den Kapitalmärkten. Gegründet wurde die Rentenbank im Mai 1949 als bundesunmittelbare Anstalt des öffentlichen Rechts mit gesetzlichem Förderauftrag (verschiedene historische Vorläuferinstitute reichen bis ins frühe 19. Jahrhundert zurück). Die Anstaltslast trägt der Bund, der auch für die Verbindlichkeiten der Bank haftet.

## Rechtsfragen
Die Landwirtschaftliche Rentenbank ist als Spezialbank ein Kreditinstitut, das nach § 1 Abs. 1 Nr. 2 KWG hauptsächlich Kreditgeschäft betreibt und deshalb eine Erlaubnis der Bankenaufsicht BaFin nach § 32 Abs. 1 KWG besitzt. Da ihr alleiniger Träger der Bund ist, gehört sie – auch wegen ihrer Rechtsform – zu den öffentlich-rechtlichen Kreditinstituten.

## Förderung der Agrarwirtschaft und des ländlichen Raums
Die Programmkredite der Rentenbank richten sich an Produktionsbetriebe der Land- und Forstwirtschaft und des Wein- und Gartenbaus (Agrarkredite), an Hersteller landwirtschaftlicher Produktionsmittel sowie Handels- und Dienstleistungsunternehmen, die mit der Landwirtschaft in enger Verbindung stehen. Die Bank finanziert auch Vorhaben der Ernährungswirtschaft sowie sonstiger vor- und nachgelagerter Bereiche. Darüber hinaus fördert sie Investitionen von Gemeinden und anderen Körperschaften des öffentlichen Rechts im ländlichen Raum sowie privates Engagement zur ländlichen Entwicklung. Sie refinanziert Banken, Sparkassen und Gebietskörperschaften mit Bezug zum ländlichen Raum. Der gesetzliche Förderauftrag umfasst auch den agrarbezogenen Umweltschutz, die Förderung erneuerbarer Energien und nachwachsender Rohstoffe aus der Landwirtschaft, die Verbreitung des ökologischen Landbaus, den agrarbezogenen Verbraucherschutz sowie den Tierschutz in der Landwirtschaft.
Die Kredite werden wettbewerbsneutral über die jeweilige Hausbank vergeben.
Die Rentenbank erbringt ihre Förderleistung grundsätzlich aus eigenen Erträgen. Auch der Bilanzgewinn wird vollständig zur Förderung der Agrarwirtschaft und des ländlichen Raums verwendet. Er wird je zur Hälfte dem Zweckvermögen des Bundes bei der Rentenbank und dem Förderungsfonds der Rentenbank zugeführt. Während das Zweckvermögen der Förderung von agrarwirtschaftlichen Innovationen dient, werden aus dem Förderungsfonds eine Vielzahl von Einzelprojekten und Institutionen unterstützt, die für Landwirtschaft und ländliche Räume von Bedeutung sind. Im Falle besonderer Härten wie beispielsweise Dürren oder Preiskrisen kann die Rentenbank ihr Liquiditätshilfeprogramm öffnen. Sie kann auch im Auftrag des Bundes oder einzelner Bundesländer besondere Zinsverbilligungen oder Bürgschaften gewähren oder Zuschüsse durchleiten.

## Refinanzierung
Die Rentenbank refinanziert ihr Kreditgeschäft am Kapitalmarkt durch Aufnahme von Darlehen und Emission von Wertpapieren. Die Emissionen erfolgen in zahlreichen Währungen, jedoch überwiegend in Euro und US-Dollar. Die Verbindlichkeiten der Rentenbank werden von den drei bedeutenden Ratingagenturen jeweils mit der Bestnote AAA bewertet.

## Geschichte

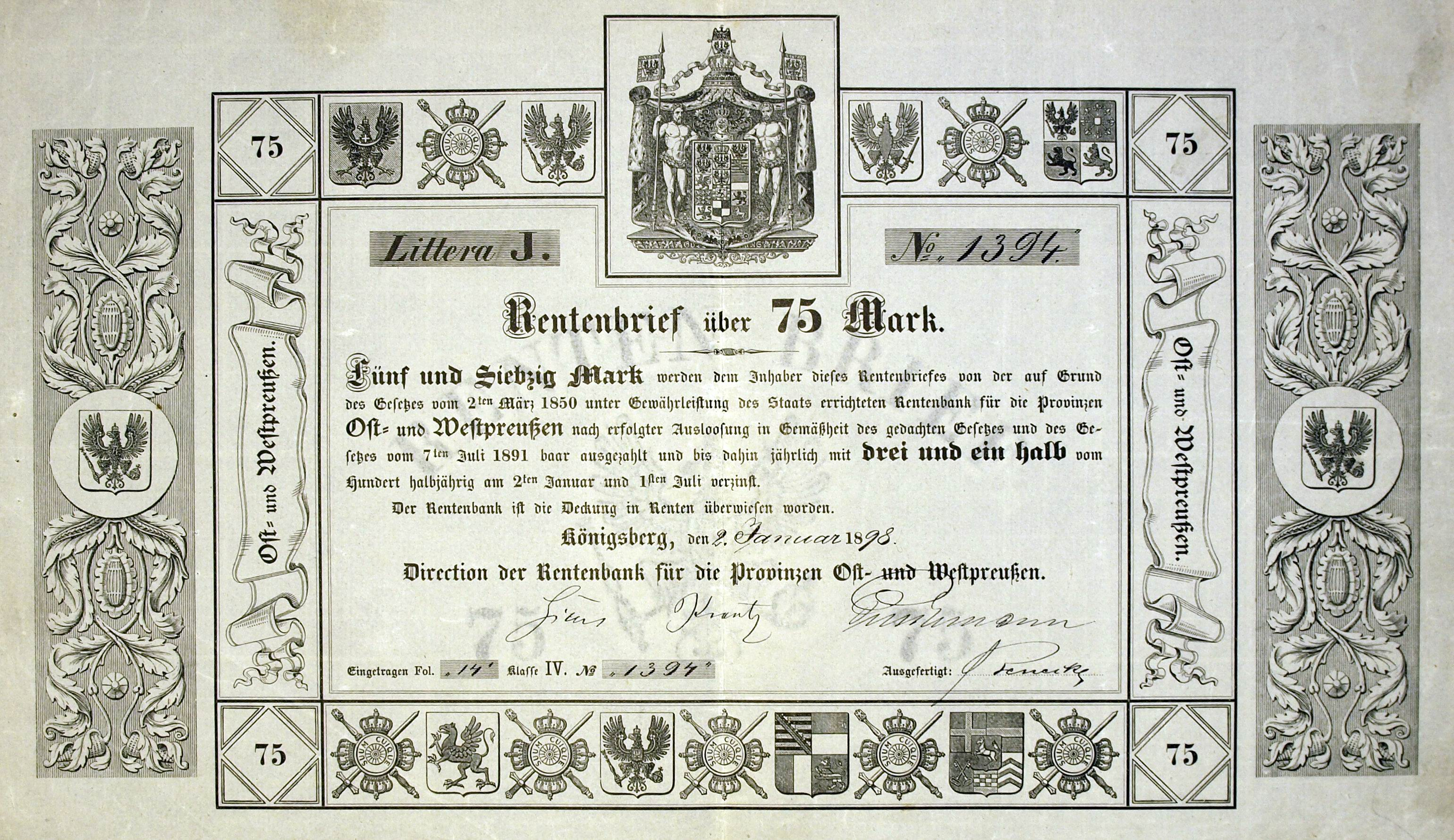
Rentenbrief über 75 Mark der Rentenbank für die Provinzen Ost- und Westpreußen vom 2. Januar 1898

Erste Rentenbanken im 19. Jahrhundert
Der Begriff „Rentenbank“ geht auf „Rentenbriefe“ zurück. So hießen früher festverzinsliche Wertpapiere, welche die ersten Rentenbanken im 19. Jahrhundert im Zuge der Bauernbefreiung herausgaben: Seit dem Mittelalter waren die Bauern verpflichtet, ihren Grundherren Grunddienstbarkeiten (Hand- und Spanndienste, Frondienste, Naturalleistungen) zu erbringen. Im frühen 19. Jahrhundert zielten Agrarreformen in Preußen und anderen deutschen Staaten darauf ab, diese Verpflichtungen aufzulösen. Dies scheiterte zunächst daran, dass es damals noch kein entwickeltes Kreditwesen auf dem Land gab. Die Bauern waren nicht kreditwürdig und konnten deshalb die benötigten Entschädigungen nicht aufbringen. Um die angestrebten Agrarreformen zu beschleunigen, wurden in zahlreichen deutschen Staaten sogenannte „Rentenbanken“ gegründet, so etwa in Preußen durch das Rentenbank-Gesetz vom 2. März 1850. Die Rentenbanken gaben staatlich garantierte, frei handelbare und festverzinste Schuldverschreibungen (Rentenbriefe) an die Grundherren aus. Die Bauern zahlten ihrerseits den Rentenbanken feste Geldbeträge, aus denen die Rentenbanken Zins und Tilgung der Rentenbriefe bedienen konnten. Dadurch nahmen die Agrarreformen und die Bauernbefreiung Fahrt auf. Es kam zu erheblichen Produktivitätssteigerungen in der Landwirtschaft.
Deutsche Rentenbank

Landeskulturkreditbrief der Deutschen Rentenbank-Kreditanstalt vom 2. Januar 1938

Die Deutsche Rentenbank mit Sitz in Berlin wurde 1923 von Landwirtschaft, Industrie, Handel und Gewerbe als zweite Währungsbank neben der Reichsbank zur Bekämpfung der Hyperinflation gegründet. Die Deutsche Rentenbank gab ab dem 15. November 1923 die durch Hypotheken auf Grund und Boden der Betriebe gedeckte und dadurch knappe und wertstabile Rentenmark heraus. Die neue Währung wurde von der Bevölkerung sofort akzeptiert und ersetzte die wertlos gewordene Papiermark. Die Hyperinflation stoppte schlagartig („Wunder der Rentenmark“). Rentenmark-Scheine und Münzen blieben – neben der 1924 eingeführten Reichsmark, die allerdings 1:1 an die Rentenmark gekoppelt wurde – bis zur Einführung der Deutschen Mark 1948 im Umlauf.
Deutsche Rentenbank-Kreditanstalt (RKA)
Industrie, Handel und Gewerbe konnten die bei der Einführung der Rentenmark aufgenommenen Hypotheken schnell zurückzahlen, die landwirtschaftlichen Betriebe hingegen zumeist nicht. Deshalb wurde am 1. November 1925 aus der Deutschen Rentenbank heraus die Deutsche Rentenbank-Kreditanstalt (RKA) gegründet, um die Kreditversorgung der Landwirtschaft sicherzustellen. Nach 1945 scheiterte ihre Reaktivierung. Stattdessen kam es zur Gründung der Landwirtschaftlichen Rentenbank.
Landwirtschaftliche Rentenbank
Mit der Verabschiedung der Rentenbank-Gesetze wurde die Landwirtschaftliche Rentenbank am 11. Mai 1949 als zentrales Refinanzierungsinstitut mit einem Förderauftrag für die Landwirtschaft gegründet. Die Namensgebung, nämlich die Beibehaltung des Namensbestandteils Rentenbank, verdeutlicht, dass die Landwirtschaftliche Rentenbank die bis dahin von der RKA wahrgenommenen Aufgaben als zentrales Refinanzierungsinstitut übernehmen sollte. Bei der Aufbringung der Eigenmittel griff man auf die Rentenbankgrundschulden der RKA zurück und übertrug sie per Gesetz auf die Landwirtschaftliche Rentenbank: Zwischen 1949 und 1958 entrichteten alle westdeutschen landwirtschaftlichen Betriebe (einschließlich Forstwirtschaft und Gartenbau) ab einem Einheitswert von 6.000 DM Rentenbankgrundschuldzinsen in Höhe von jährlich 0,15 % des jeweiligen Einheitswerts der belasteten Grundstücke. Dadurch brachte der landwirtschaftliche Berufsstand ein Grundkapital von heute insgesamt 135 Millionen € auf.
In den 1950er und 1960er Jahren basierte das Kreditgeschäft der Rentenbank überwiegend auf Haushaltsmitteln oder anderen öffentlichen Quellen. Nachdem in den Anfangsjahren überwiegend mittelfristige Investitionskredite für Maßnahmen der Mechanisierung und Produktionssteigerung in der Landwirtschaft vergeben worden waren, fand ab Mitte der 1950er Jahre eine Verlagerung der Förderaktivitäten zur Verbesserung der Agrarstruktur statt.
Bis 1972 standen staatliche Förderprogramme im Mittelpunkt des Kreditgeschäfts der Rentenbank. Dies änderte sich mit den Gesetzen über die Gemeinschaftsaufgaben Verbesserung der Agrarstruktur und des Küstenschutzes und Verbesserung der regionalen Wirtschaftsstruktur. Damit ging die Durchführung der Förderung der Landwirtschaft aus der Kompetenz der Bundesregierung in die politische Verantwortung der Bundesländer über. Die meisten Länder führten nun Kreditförderung und Zinsverbilligung selbst durch und beauftragten Landesbanken bzw. landeseigene Förderinstitute mit diesen Aufgaben.
Die Rentenbank begann nach dem Wegfall der staatlichen Förderprogramme mit der Entwicklung eigener Sonderkreditprogramme. In die Fördertätigkeit wurde auch der ländliche Raum, die der Agrarwirtschaft vor- und nachgelagerten Wirtschaftsbereiche sowie ländliche Kommunen und kommunale Einrichtungen einbezogen. Neben den Sonderkrediten zur Förderung spezieller Verwendungszwecke baute die Rentenbank auch das Kreditgeschäft mit allgemeinen Förderkrediten für die Landwirtschaft und den ländlichen Raum aus. Dabei gewannen Globalrefinanzierungen zur gebündelten Finanzierung mittel- und langfristiger Kredite zunehmend an Bedeutung.
Nach 1972 konnte sich die Rentenbank auch bei der Refinanzierung ihres Kreditgeschäfts nicht mehr auf öffentliche Mittel stützen, sondern war allein auf Kapitalmarktmittel angewiesen. Die Aufnahme von Kapitalmarktmitteln hatte zwar bereits 1953 begonnen, wurde nun aber erheblich ausgeweitet. Dabei spielten bis Mitte der achtziger Jahre Schuldscheindarlehen, Namensschuldverschreibungen sowie gedeckte Emissionen (Landwirtschaftsbriefe und Kassenobligationen) eine bedeutende Rolle. In den neunziger Jahren wurden verstärkt ungedeckte Schuldverschreibungen emittiert.
Die Möglichkeiten der Mittelbeschaffung auf den internationalen Finanzmärkten werden seit 1994 in größerem Umfang genutzt, zunächst durch den Abschluss eines Euro-Medium-Term-Note-Programms (EMTN). Voraussetzung dafür war ein Rating durch eine international anerkannte Ratingagentur. In den folgenden Jahren baute die Rentenbank ihre internationalen Aktivitäten weiter aus. Sie ergänzte ihre Refinanzierungsinstrumente im Jahr 2000 um das Euro-Commercial-Paper (ECP)-Programm und um ein MTN-Programm in australischen Dollar. Die erste Emission in Australien wurde 2002 bei institutionellen Investoren platziert. Seit 2001 verfügt die Bank über eine Registrierung bei der amerikanischen Börsenaufsicht SEC, die es ermöglicht, Global Bonds zu begeben.